# Colonia Miguel Alemán, Zacatecas
Colonia Miguel Alemán är en ort i Mexiko.   Den ligger i kommunen Miguel Auza och delstaten Zacatecas, i den centrala delen av landet, 700 km nordväst om huvudstaden Mexico City. Colonia Miguel Alemán ligger 2 188 meter över havet och antalet invånare är 553.
Terrängen runt Colonia Miguel Alemán är lite kuperad, och sluttar österut. Runt Colonia Miguel Alemán är det glesbefolkat, med 17 invånare per kvadratkilometer. Närmaste större samhälle är Benito Juárez, 17,3 km sydost om Colonia Miguel Alemán. Omgivningarna runt Colonia Miguel Alemán är i huvudsak ett öppet busklandskap.